# Apache Spark
Apache Spark is software om analyses uit te voeren over enorme hoeveelheden gegevens. Het is in verschillende programmeertalen te gebruiken, zoals in Java, Scala, Python en R. Apache Spark werkt samen met Hadoop data en kan in Hadoop clusters draaien.